# Le Jardin de Daubigny
Le Jardin de Daubigny est un tableau peint en deux versions par l'artiste néerlandais Vincent van Gogh en 1890, à Auvers-sur-Oise. C'est l'un de ses derniers motifs, peint au format en double carré. Il représente le jardin du peintre Charles-François Daubigny, qu'il admirait. Vincent signale sa toile vers le 10 juillet 1890. Son importance est manifeste : « C'est l'une de mes toiles les plus voulues. » (Lettre à Théo, 23 juillet 1890).

## Histoire
Sur son lit de mort, Vincent lègue sa toile à Marie-Sophie, la veuve de Daubigny. A Théo van Gogh qui l'a avertie du legs par courrier, Marie-Sophie répond, le 12 août 1890, qu'elle était loin d'imaginer qu'elle en deviendrait la propriétaire. La toile ne lui sera pas remise. Deux mois et demi après la mort de Vincent, Théo est interné et Marie-Sophie Daubigny meurt le 22 décembre 1890.  
Le tableau, enregistré dans la collection de la famille Van Gogh, reste en dépôt chez le marchand d'art Julien Tanguy (le père Tanguy). Peu après la mort de Julien Tanguy en février 1894, sa veuve reçoit une offre basse d'Émile Schuffenecker. Elle renvoie le demandeur à Johanna van Gogh, la veuve de Théo, qui accepte de céder le « paysage ».  
La toile de Vincent est revendue au marchand Ambroise Vollard, le 20 mars 1898.  
Début avril 1901, le critique Julien Leclercq, associé de Schuffenecker, achète la seconde version à la galerie Bernheim-Jeune. Le 5 avril, Leclercq propose à Johanna van Gogh d'échanger l'un des deux Jardins contre l'une des versions des Tournesols, ce qu'elle refuse. 
La première version est retouchée en profondeur, et une bande de toile est rajoutée par Schuffenecker. Leclercq, de son côté, fait également faire des interventions sur sa version, contacte le collectionneur Maurice Fabre qui conseille son ami Gustave Fayet, lequel l'achète pour 1000 francs. Quelques années plus tard, Amédée Schuffenecker, le frère d'Émile, revendra la version aujourd'hui conservée au Kunstmuseum de Bâle.
À la mi-juin 1890, Vincent avait réalisé « une petite étude » et annoncé son projet : « J’ai une idée pour faire une toile plus importante de la maison & du jardin de Daubigny ». Vue partielle, la « petite étude » est conservée au Musée van Gogh d'Amsterdam.

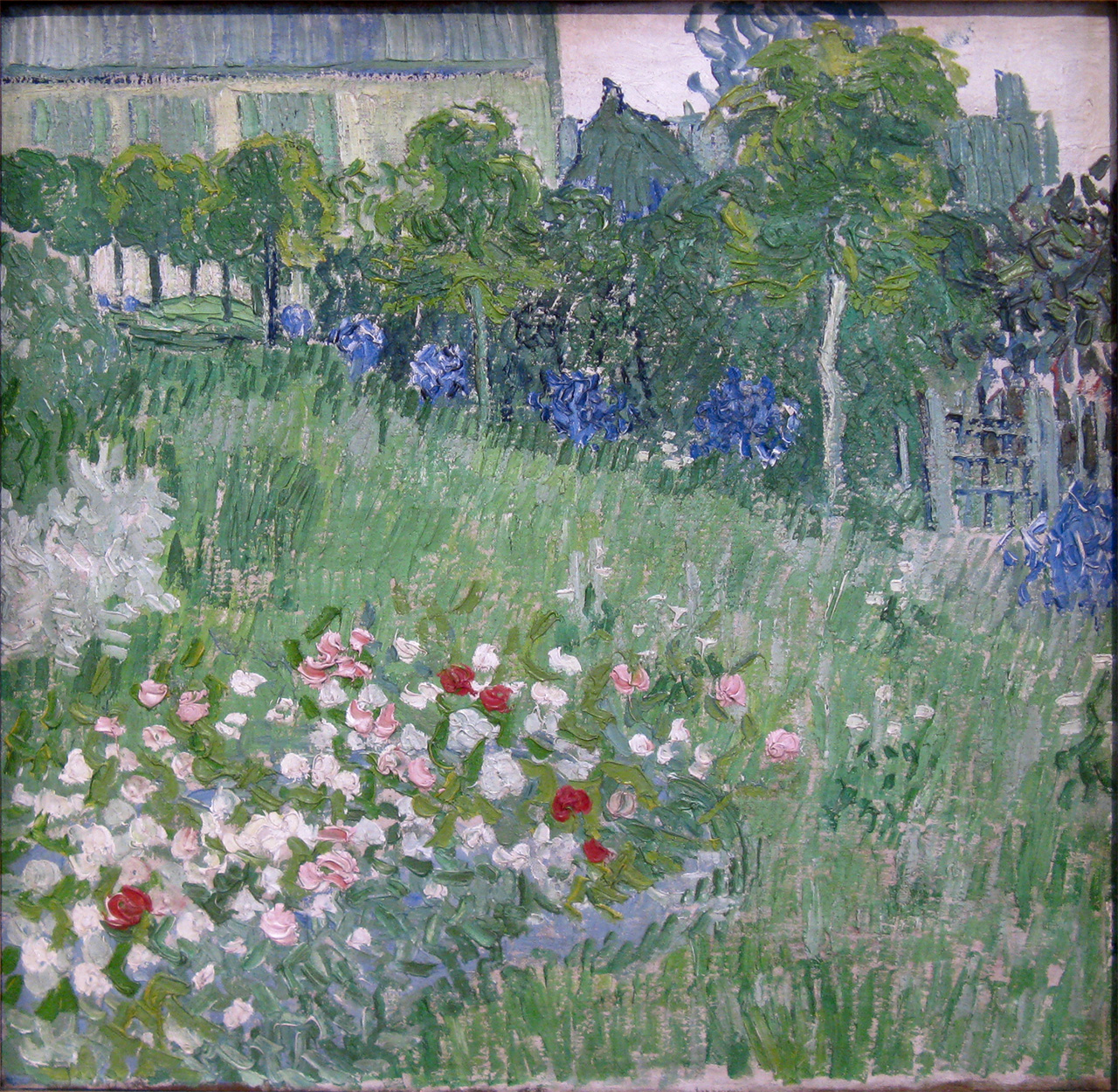
Le Jardin de Daubigny, 1890, huile sur toile,
, Musée van Gogh, Amsterdam